# Arthroderma
Arthroderma é um género de fungos pertencente à família Arthrodermataceae da ordem Onygenales, classe Eurotiomycetes.  O género inclui diversas espécies dermatófitas patogénicas para diversos animais, incluindo os humanos, nos quais causam micoses cutâneas.

## Taxonomia
O género Arthroderma tem o seguinte enquadramento taxonómico:
| Arthroderma | \| \| Arthroderma grubyi \| \| \| \| \| \| Arthroderma gypseum \| \| \| \| \| \| Arthroderma curreyi \| \| \| \| \| \| Arthroderma insingulare \| \| \| \| \| \| Arthroderma melis \| \| \| \| \| \| Arthroderma vanbreuseghemii \| \| \| \| \| \| Arthroderma benhamiae \| \| \| \| \| \| Arthroderma ciferrii \| \| \| \| \| \| Arthroderma cuniculi \| \| \| \| \| \| Arthroderma flavescens \| \| \| \| \| \| Arthroderma gertleri \| \| \| \| \| \| Arthroderma gloriae \| \| \| \| \| \| Arthroderma lenticulare \| \| \| \| \| \| Arthroderma multifidum \| \| \| \| \| \| Arthroderma quadrifidum \| \| \| \| \| \| ''Arthroderma simii \| \| \| \| \| \| Arthroderma tuberculatum \| \| \| \| |
|             | \| \| Arthroderma grubyi \| \| \| \| \| \| Arthroderma gypseum \| \| \| \| \| \| Arthroderma curreyi \| \| \| \| \| \| Arthroderma insingulare \| \| \| \| \| \| Arthroderma melis \| \| \| \| \| \| Arthroderma vanbreuseghemii \| \| \| \| \| \| Arthroderma benhamiae \| \| \| \| \| \| Arthroderma ciferrii \| \| \| \| \| \| Arthroderma cuniculi \| \| \| \| \| \| Arthroderma flavescens \| \| \| \| \| \| Arthroderma gertleri \| \| \| \| \| \| Arthroderma gloriae \| \| \| \| \| \| Arthroderma lenticulare \| \| \| \| \| \| Arthroderma multifidum \| \| \| \| \| \| Arthroderma quadrifidum \| \| \| \| \| \| ''Arthroderma simii \| \| \| \| \| \| Arthroderma tuberculatum \| \| \| \| |
|             | Nannizzia |
|             | |
|             | Microsporum |
|             | |
|             | Grubyella |
|             | |
|             | Ctenomyces |
|             | |
|             | Trichophyton |
|             | |
|             | Epidermophyton |
|             | |
|             | Thallomicrosporon |
|             | |
|             | Keratinomyces |
|             | |
|             | Arthroderma grubyi |
|             | |
|             | Arthroderma gypseum |
|             | |
|             | Arthroderma curreyi |
|             | |
|             | Arthroderma insingulare |
|             | |
|             | Arthroderma melis |
|             | |
|             | Arthroderma vanbreuseghemii |
|             | |
|             | Arthroderma benhamiae |
|             | |
|             | Arthroderma ciferrii |
|             | |
|             | Arthroderma cuniculi |
|             | |
|             | Arthroderma flavescens |
|             | |
|             | Arthroderma gertleri |
|             | |
|             | Arthroderma gloriae |
|             | |
|             | Arthroderma lenticulare |
|             | |
|             | Arthroderma multifidum |
|             | |
|             | Arthroderma quadrifidum |
|             | |
|             | ''Arthroderma simii |
|             | |
|             | Arthroderma tuberculatum |
|             | |

|  | Arthroderma grubyi          |
|  |                             |
|  | Arthroderma gypseum         |
|  |                             |
|  | Arthroderma curreyi         |
|  |                             |
|  | Arthroderma insingulare     |
|  |                             |
|  | Arthroderma melis           |
|  |                             |
|  | Arthroderma vanbreuseghemii |
|  |                             |
|  | Arthroderma benhamiae       |
|  |                             |
|  | Arthroderma ciferrii        |
|  |                             |
|  | Arthroderma cuniculi        |
|  |                             |
|  | Arthroderma flavescens      |
|  |                             |
|  | Arthroderma gertleri        |
|  |                             |
|  | Arthroderma gloriae         |
|  |                             |
|  | Arthroderma lenticulare     |
|  |                             |
|  | Arthroderma multifidum      |
|  |                             |
|  | Arthroderma quadrifidum     |
|  |                             |
|  | ''Arthroderma simii         |
|  |                             |
|  | Arthroderma tuberculatum    |
|  |                             |